# Yasuhiro Hiraoka
Yasuhiro Hiraoka (født 23. maj 1986) er en japansk fodboldspiller.
Han har spillet for flere forskellige klubber i sin karriere, herunder Shimizu S-Pulse, Consadole Sapporo og Vegalta Sendai.